# Lipotriches ablusa
Lipotriches ablusa là một loài Hymenoptera trong họ Halictidae. Loài này được Cockerell mô tả khoa học năm 1931.